# 鲁埃莱
鲁埃莱（法語：Rouellé，法語發音：[ʁwɛle] ⓘ）是法国奥恩省的一个旧市镇，位于该省西部，属于阿让唐区。2016年1月1日，鲁埃莱和相邻的另外2个市镇合并为新市镇栋弗龙昂普瓦赖（Domfront en Poiraie）。

## 地理
鲁埃莱（48°36'4"N, 0°43'34"W）面积10.64 平方千米，位于法国诺曼底大区奧恩省，该省份为法国西北部内陆省份，北起顺时针与卡爾瓦多斯省、厄尔省、厄尔-卢瓦省、萨尔特省、马耶讷省和芒什省接壤。
与鲁埃莱接壤的市镇（或旧市镇、城区）包括：隆莱拉拜、圣乔治德鲁埃莱、拉欧特沙佩勒、埃格雷讷河畔圣罗克。
鲁埃莱的时区为UTC+01:00、UTC+02:00（夏令时）。

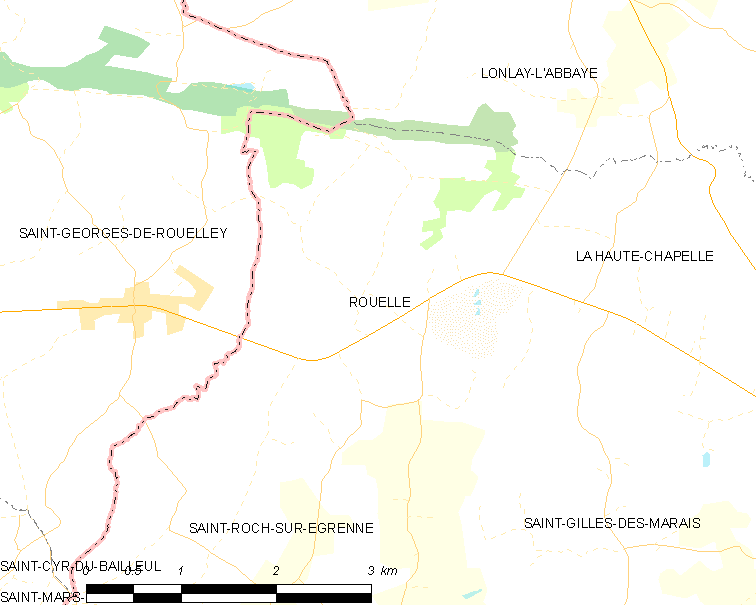
鲁埃莱的OSM定位图

## 行政
鲁埃莱的邮政编码为61700，INSEE市镇编码为61355。

## 政治
鲁埃莱所属的省级选区为栋夫龙昂普瓦赖县。

## 人口

1962-2008年间鲁埃莱人口变化图示

鲁埃莱于2018年1月1日时的人口数量为189人。